# Ceropegia barnesii
Ceropegia barnesii ist eine Pflanzenart aus der Unterfamilie der Seidenpflanzengewächse (Asclepiadoideae).

## Merkmale

### Vegetative Merkmale
Ceropegia  ist eine ausdauernde, krautige Pflanze. Die aufrechten, windenden Sprossachsen sind stielrund und kahl. Die gegenständig an der Sprossachse angeordneten Laubblätter sind in Blattstiel und Blattspreite gegliedert. Die schlanken Blattstiele sind 2 bis 3 cm lang und kahl. Die relativ dünnen, ganzrandigen Blattspreiten sind bei einer Länge von 18 bis 24 cm und einer Breite 4 bis 6 cm schmal eiförmig-lanzettlich mit ist herzförmiger Spreitenbasis und zugespitztem äußeren Ende (akuminat). Die Blattoberseite ist sehr spärlich behaart, die Behaarung wird zu den Rändern hin etwas dichter. Die Blattunterseite ist kahl. Die sieben bis zehn Blattadern beiderseits der Mittelrippe steigen auf.

### Blütenstand und Blüte
Der seitenständige, schlanke Blütenstandsschaft ist 2,5 cm lang und dünn flaumig behaart. Der doldenförmige Blütenstand ist eine drei- bis fünfblütige Zyme. Die Blütenstiele sind etwas kürzer als der Blütenstandsschaft. Die Tragblätter sind sehr klein, pfriemlich und behaart. Die zwittrigen Blüten sind zygomorph, fünfzählig und mit doppelter Blütenhülle. Die fünf kahlen Kelchblätter sind bei einer Länge von 6 bis 7 mm pfriemlich und zugespitzt. Die Blütenkrone ist bis zu 4 cm lang. Im unteren Teil sind die fünf Kronblätter zu einer außen kahlen, leicht gekrümmten Kronröhre (Sympetalie) verwachsen. Die Kronröhre wird ungefähr 3 cm lang, und im unteren Teil zu einem kugeligen „Kronkessel“ aufgebläht. Der „Kronkessel“  erreicht einen Durchmesser von 1,3 cm, darüber verringt sich der Durchmesser auf 5 mm. Zur trichterförmigen Blütenmündung erweitert sich der Durchmesser auf ungefähr 2 cm. Die Kronblattzipfel sind breit dreieckig-eiförmig und ungefähr 1,4 cm lang, und an der Basis etwa gleich breit. Das äußere Ende ist spitz, die äußeren Enden sind verwachsen und bilden so eine kugelige, käfigartige Struktur von etwa 2 cm Durchmesser. Die (doppelte) Nebenkrone ist an der Basis becherförmig verwachsen. Die Zipfel der interstaminalen, äußeren Nebenkrone sind zu sehr kleinen, taschenförmigen und sehr spärlich flaumig behaarten Fortsätzen umgebildet, die mit den Zipfeln der staminalen, inneren Nebenkrone alternieren. Diese sind aufrecht stehend, keulenförmig und 2 bis 3 mm lang. Sie sind kahl, glatt und im getrockneten Zustand blass braun-gelb. Lediglich an der Basis befindet sich ein dunkler, 0,5 mm großer Fleck. Sie blüht im Heimatgebiet im Mai und Juni.

### Frucht und Samen
Die paarigen, im spitzen Winkel divergierenden, sehr schlanken Balgfrüchte sind kahl, gerade und ungefähr 20 cm lang sowie bei lediglich einem Durchmesser von 5 mm im Querschnitt rund. Die zahlreichen, länglichen Samen sind in getrocknetem Zustand hellbraun mit einem verdickten Rand und messen ungefähr 1 cm in der Länge. Der weiße, seidige Haarschopf ist 4 bis 5 cm lang.

### Ähnliche Arten
Ceropegia barnesii unterscheidet sich von allen anderen in Indien vorkommenden Arten der Gattung Ceropegia durch seine typischen Blätter, die viel größer sind als bei allen anderen Arten. Die Nebenkrone ähnelt der Art  Ceropegia intermedia Wight, die Blütenkrone ist allerdings viel größer und die Kronblattzipfel sind breiter.

## Vorkommen und Gefährdung
Ceropegia barnesii kommt in den südindischen Bundesstaaten Karnataka (Dakshina Kannada), Kerala und Tamilnadu (Pykara-Wasserfälle) vor. Sie scheint sehr selten zu sein. Sie wird aufgrund ihrer Seltenheit und ihres sehr lokalen Vorkommens als „Endangered“ = „stark gefährdet“ eingestuft.

## Taxonomie
Ceropegia barnesii wurde 1948 von Eileen Adelaide Bruce und Debabarta Chatterjee im 3. Band des Kew Bulletin, S. 62–63 erstbeschrieben. Synonyme sind keine bekannt.

## Belege